# Винницкое (Донецкая область)
Винницкое (укр. Вінницьке) — посёлок, входящий в Шахтёрский городской совет Донецкой области Украины. Находится под контролем самопровозглашённой Донецкой Народной Республики.

## География

#### Соседние населённые пункты по странам света
С: Стожковское, Михайловка
СЗ: город Кировское
СВ: Стожково
З: Ольховка
ЮЗ, Ю: город Шахтёрск
ЮВ: Виктория, Дорофеенко
В: Кищенко, Заречное, Чумаки, Контарное

## Население
Население по переписи 2001 года составляло 52 человека.

## Общая информация
Телефонный код — 6255. Код КОАТУУ — 1415346403.

## Местный совет
86233 Донецкая обл., Шахтерская городской совет, пгт.Стожковское, ул Ленина, 10, тел. 7-15-225